# سام خان
سام خان (بالإنجليزية: Sam Kahn)‏ هو محامي جنوب أفريقي، ولد في 15 ديسمبر 1911 في كيب تاون في جنوب أفريقيا، وتوفي في 25 أغسطس 1987 في إسرائيل.